# Dean Campbell
Pour les articles homonymes, voir Campbell.
Dean Campbell, né le 19 mars 2001 à Bridge of Don en Écosse, est un footballeur écossais qui évolue au poste de milieu central à Northampton Town.

## Biographie

### Carrière en club
Dean Campbell est formé par l'Aberdeen FC. Le 12 mai 2017, Dean Campbell joue son premier match en professionnel, lors d'un match de Scottish Premiership face au Celtic Glasgow. Il entre en jeu à la place de Niall McGinn et son équipe s'incline par trois buts à un. Avec cette apparition il devient le plus jeune joueur à jouer un match en équipe première dans l'histoire d'Aberdeen, à 16 ans, un mois et 23 jours.
Le 10 septembre 2018, Campbell prolonge son contrat avec son club formateur jusqu'en juin 2021. Le 29 décembre de la même année, il inscrit son premier but en professionnel contre le Livingston FC, en championnat. Entré en jeu à la place de Scott Wright ce jour-là, il marque le second but des siens, qui s'imposent par deux buts à un.
Le 13 décembre 2019, Dean Campbell prolonge à nouveau son contrat avec Aberdeen, cette fois jusqu'en juin 2023. A la fin de la saison, il élu meilleur jeune joueur de l'année d'Aberdeen.
Le 3 février 2022, Dean Campbell est prêté jusqu'à la fin de la saison au Kilmarnock FC.
Le 15 juin 2022, Dean Campbell est cette fois prêté au Stevenage FC, pour une saison. Il joue son premier match pour le club le 6 août 2022, lors d'une rencontre de League Two face au Stockport Country. Il entre en jeu et son équipe s'impose (2-1 score final).
Laissé libre par le Aberdeen FC à l'été 2023, Dean Campbell rejoint alors librement le Barrow AFC. Le transfert est annoncé le 23 juin 2023 et il signe un contrat de deux ans, soit jusqu'en juin 2025.

### Carrière en équipe nationale
Avec les moins de 17 ans, il inscrit un but contre l'Estonie, le 25 octobre 2017. Ce match gagné 3-0 rentre dans le cadre des éliminatoires du championnat d'Europe 2018.
Dean Campbell est ensuite sélectionné avec l'équipe d'Écosse des moins de 19 ans. Il officie comme capitaine le 12 octobre 2019 face à Andorre (victoire 2-0 des jeunes écossais).
En novembre 2019, Dean Campbell est appelé pour la première fois avec l'équipe d'Écosse espoirs par le sélectionneur Scot Gemmill. Il ne joue toutefois aucun match lors de ce rassemblement, restant sur le banc des remplaçants contre la Grèce (défaite 0-1).

## Vie personnelle
Depuis sa jeunesse, Dean Campbell est supporter de l'Aberdeen FC et a commencé à aller voir des matchs au stade Pittodrie Stadium à l'âge de six ans. Il appréciait particulièrement certains joueurs du club comme Scott Severin et Barry Nicholson mais il avait pour idole Paul Scholes.